# Loredana Errore
Loredana Errore (* 27. Oktober 1984 in Bukarest) ist eine italienische Popsängerin.

## Werdegang
Nachdem sie an verschiedenen Gesangswettbewerben teilgenommen hatte, wurde sie im Jahr 2009 einem breiten Publikum durch ihre Teilnahme an der neunten Staffel der Castingshow Amici di Maria De Filippi bekannt, bei der sie hinter Emma Marrone den zweiten Platz erreichte. Im Jahr 2010 veröffentlichte sie ihr erstes Album Ragazza occhi cielo. Der gleichnamige Song wurde von Biagio Antonacci geschrieben und kam in den italienischen Charts auf den dritten Platz.

## Diskografie
Alben
- Ragazza occhi cielo (2010; EP)
- L'errore (2011)
- Pioggia di comete (2012)

Singles
- Lame (2009)
- Ragazza occhi cielo (2010)
- L’ho visto prima io (2010)
- Oggi tocchi a me (2010)
- Il muro (2011)
- Cattiva (2011; feat. Loredana Bertè)
- Che bel sogno che ho fatto (2011)
- Una pioggia di comete (2012)
- Ti sposerò (2012)
- L’uomo e la bestia (2012)